# アナスタシア・シュリャホバヤ
アナスタシア・シュリャホバヤ（ロシア語: Шляховая, Анастасия Сергеевна、女性、1990年10月5日 - ）は、ロシアのバレーボール選手。ニジネカムスク出身。ポジションはミドルブロッカー。ロシア代表。

## 来歴
2013年にロシア代表に初選出される。同年のモントルーバレーマスターズで代表デビューし、銀メダルを獲得。同年9月の欧州選手権でレギュラーとして活躍し、12年ぶりの優勝を果たした。
ロシアリーグのOufimotchkaで7シーズン活躍し、2013-14シーズンにオミチカ・オムスク(ru)に移籍した。

## 球歴
- オリンピック - 2016年
- グラチャン - 2013年
- 欧州選手権 - 2013年（優勝）
- ワールドグランプリ - 2013年、2016年

## 所属クラブ
- Oufimotchka（2006-2013年）
- Omitchka Omsk（2013-2015年）
- ディナモ・クラスノダール（2015-2017年）
- ディナモ・カザン（2017-）